# Aristobulus (Bijbel)

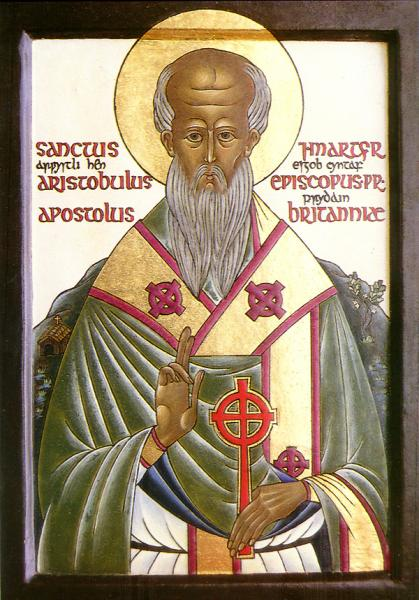
Aristobulus van Brittania

Aristobulus wordt genoemd in Romeinen 16:10 in het Nieuwe Testament.

## Traditie
Hij wordt in de traditie meestal gelijkgesteld aan de heilige Aristobulus van Britannia, maar het zou ook een verwijzing kunnen zijn naar wijlen Aristobulus IV.
Katholieke traditie stelt Aristobulus gelijk aan Zebedeüs, de vader van de apostelen Johannes en Jacobus en dat hij een marteldood stierf.
Volgens orthodoxe traditie was Aristobulus de broer van de apostel Barnabas, een Leviet uit Cyprus. Net als Barnabas zou hij Paulus hebben vergezeld op zijn reizen. Hij was een van de assistenten van de apostel Andreas (waarvan de traditie wil dat hun namen door Paulus worden genoemd in Romeinen 16:8-11).
Volgens een Afrikaanse traditie in het vroege christendom was hij de vader van de evangelist Marcus en verwant aan Petrus' vrouw Strapola.

## Aristobulus van Britannia
Volgens Smithett Lewis schreef Dorotheus van Gaza dat de Aristobulus die door Paulus werd gegroet in Romeinen Aristobulus van Britannia is.
Aristobulus van Britannia was de eerste bisschop van Brittania. Pseudo-Hippolytus noemde hem als een van de zeventig discipelen uit Lucas 10.
In Britannia ontstonden aanvullende tradities. De Benedictijnse monnik Serenus de Cressy (1605–1674) beweerde dat Aristobulus was gewijd door Paulus en dat hij in 99 stierf in Glastonbury Abbey. Michael Alford (1587–1652), auteur van Fides Regia Britannica Sive Annales Ecclesiae Britannicae, zegt dat Aristobulus de echtgenoot was van "Maria" Salomé. Alford geeft als sterfjaar "het tweede jaar van Nero" – 56. Alford beweert ook: "Het is volstrekt zeker dat voordat Sint Paulus naar Rome moest komen, Aristobulus weg was in Brittannië".
Sommige tradities zeggen dat hij "stierf in vrede", andere dat hij in Wales een marteldood stierf.